# 6-я пехотная дивизия (ВСЮР)
 6-я пехотная дивизия ВСЮР — войсковое соединение, сформированное во ВСЮР 12 (25) апреля 1919 года, как 6-я дивизия (с 21 мая (3 июня) 1919 года — пехотная). 9 сентября 1919 была преобразована в Сводно-Гренадерскую дивизию.

## История
Сформирована во ВСЮР 12 (25) апреля 1919 из частей расформированных Астраханского корпуса и Саратовской отдельной бригады как 6-я дивизия (с 21 мая 1919 — пехотная). После переформирования корпусов входила в состав 1-го Кубанского корпуса. 9 сентября 1919 была преобразована в Сводно-Гренадерскую дивизию.

## Состав
Включала Сводные Астраханский и Саратовский пехотный полки, Гренадерский Сводный пехотный полк (позже — 1-й и 2-й Сводно-гренадерские полки), Саратовский конный дивизион, 6-ю артиллерийскую бригаду и 6-ю отдельную инженерную роту (из инженерных частей Астраханского корпуса и Саратовской отдельной инженерной роты).

## Командный состав
Начальники:
- генерал-майор Патрикеев, Иван Иванович (убит 17 мая 1919)
- генерал-майор Чичинадзе, Михаил Константинович (убит 24 декабря 1919)

Начальники штаба:
- полковник Алатырцев, Александр Владимирович (до 22 июля 1919)
- полковник Яковлев, Яков Александрович (с 22 июля 1919)

Командиры бригад:
- 1-й — генерал-майор Чичинадзе, Михаил Константинович (с 22 июля 1919)
- 2-й — полковник Манакин, Виктор Константинович (с 22 июля 1919)